# Museum für Neue Kunst (Karlsruhe)

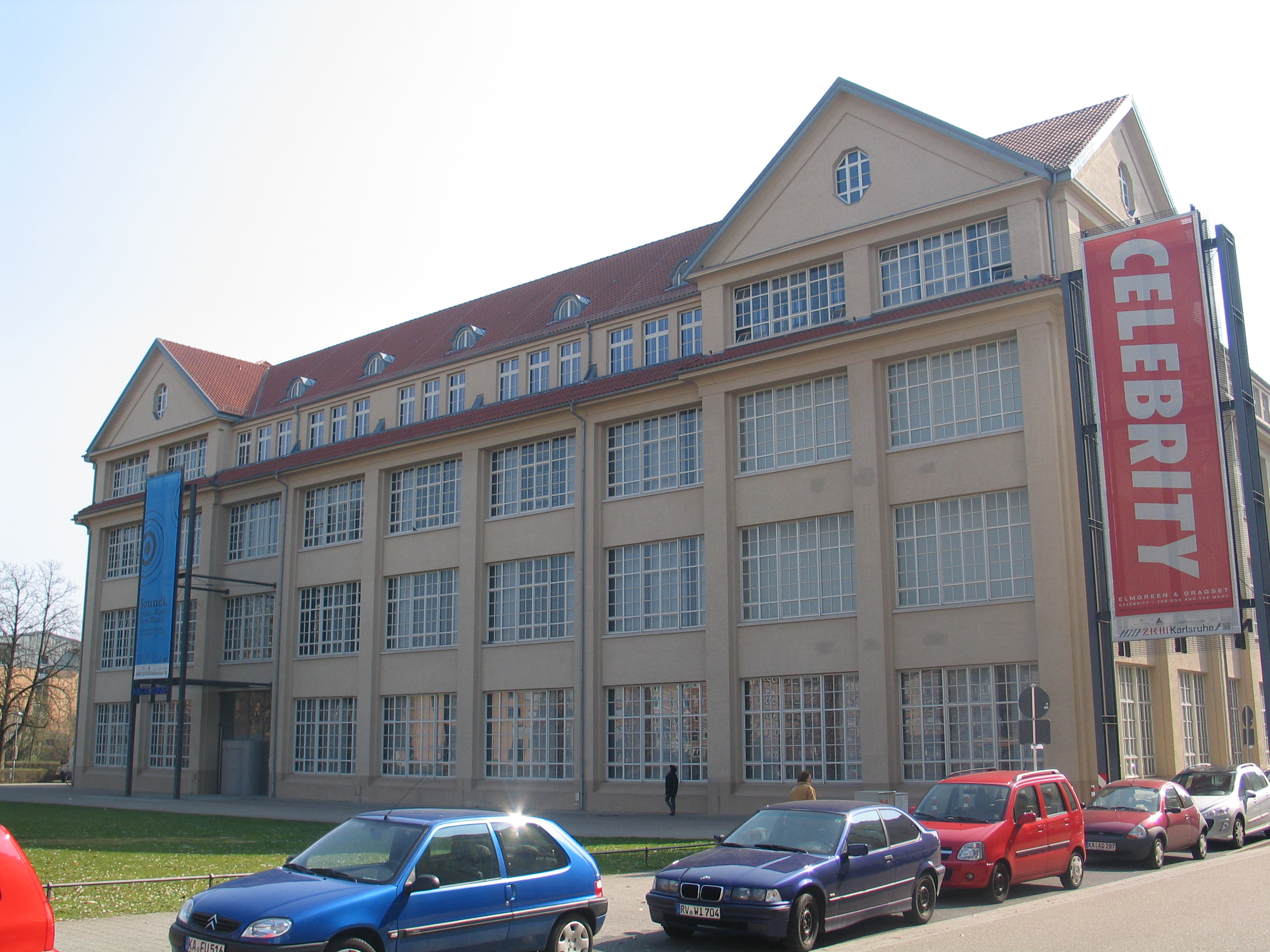
Museum für Neue Kunst (2011)

Das ZKM | Museum für Neue Kunst war ein Museum des Zentrums für Kunst und Medien in Karlsruhe, das 1999 aus dem Museum für Gegenwartskunst hervorging. Als „Sammlermuseum“ wurde das Museum für Neue Kunst unter der Leitung von Götz Adriani als ein vom ZKM quasi unabhängiges Museum geführt. Mit dem Weggang von Götz Adriani im Jahr 2004 wurde das Museum für Neue Kunst unter der Leitung Ingrid Leonie Severin als Abteilung ins ZKM reintegriert. 2017 wurden das Museum für Neue Kunst sowie das Medienmuseum im Rahmen der Neustrukturierung des ZKM formal aufgelöst und die Sammlungen der Häuser zusammengeführt.
Auf 7.000 m² Ausstellungsfläche zeigte das Museum Werke aus den Privatsammlungen FER (hinter dem Kürzel verbirgt sich der Sammler Friedrich Erwin Rentschler), Anna und Dieter Grässlin sowie Siegfried Weishaupt, der Landesbank Baden-Württemberg, der Vaf-Stiftung/MART sowie der Sammlung Christian Boros zusammen mit Exponaten aus den Beständen der ZKM-Sammlung und weiteren kooperierenden Sammlungen. 
Von 2005 bis 2010 leitete Gregor Jansen das Museum. Sein Nachfolger wurde der Kunsthistoriker Andreas Beitin, der bereits als Kurator dieses Museums tätig war, leitete das Museum bis 2016.

## Ausstellungen
- 2000: Franz West. In & Out
- 2001/02: Keith Haring. Heaven and Hell
- 2002: Tobias Rehberger. Geläut – bis ich’s hör’
- 2004–2005: EXIT – der Ausstieg aus dem Bild.[6]
- 2005: Lichtkunst aus Kunstlicht.[7]
- 2006: Faster! Bigger! Better![8]
- 2006: totalstadt. Beijing case.[9]
- 2007: Imagination becomes Reality. Conclusion. Eine Ausstellung zum erweiterten Malereibegriff. Werke aus der Sammlung Goetz[10]
- 2007: Paul Thek. Werkschau im Kontext zeitgenössischer Kunst.
- 2008: Vertrautes Terrain. Aktuelle Kunst in & über Deutschland.[11]
- 2009: Extended. Sammlung Landesbank Baden-Württemberg.[12]
- 2010: Jürgen Klauke. Ästhetische Paranoia.
- 2010: Elmgreen und Dragset. Celebrity – The one and the Many.
- 2013: Sasha Waltz: Installation, Objekte, Performances.[13]
- 2014: Jean-Jacques Lebel. Die höchste Kunst ist der Aufstand/Jonas Mekas. 365 Day Project